# Tào Mao
Tào Mao (chữ Hán: 曹髦, bính âm: Cao Mao; 15/11/241- 2/6/260) hay Ngụy Thiếu Đế, tự Ngạn Sĩ (彥士), hay còn được biết đến với tước hiệu Cao Quý Hương công (高貴鄉公) là vị hoàng đế nhà Ngụy ở thời Tam Quốc trong lịch sử Trung Quốc.

## Lên ngôi vua
Tào Mao là con trai của Đông Hải Định vương Tào Lâm và là cháu nội của Ngụy Văn đế Tào Phi, vua đầu tiên của nhà Ngụy. Thời trẻ ông được ban tước vị Cao Quý hương công. Từ năm 251, quyền hành trong triều đình nhà Ngụy lọt vào tay họ Tư Mã. Đến năm 254, do hoàng đế Tào Phương có âm mưu chống lại Tư Mã Sư nên bị Tư Mã Sư phế truất. Sau đó Tư Mã Sư xin ý kiến của Quách Thái hậu (vợ Minh đế Tào Duệ) về người kế vị. Quách Thái hậu quyết định chọn Tào Mao, khi đó mới 14 tuổi lên làm hoàng đế, đổi niên hiệu là Chính Nguyên.

## Trị vì
Cùng năm 254 khi Tào Mao lên ngôi, Trấn đông tướng quân Vô Kì Diệm và Thứ sử Dương châu Văn Khâm thấy họ Tư Mã giết vua cướp ngôi nên mượn danh nghĩa tôn phò nhà Ngụy, cất quân tiến đánh Tư Mã Sư. Sau đó, Vô Kì Diệm sai dâng biểu lên Tào Mao ca ngợi công lao của Tư Mã Ý nhưng kể 10 tội lớn của Tư Mã Sư và đề nghị giết chết Sư, dùng em Tư Mã Sư là Tư Mã Chiêu thay thế làm phụ chính nhằm chia rẽ hai anh em Tư Mã, tuy nhiên mưu đồ này không thành công.
Sau đó Vô Kì Diệm tập hợp 6 vạn quân, liên kết với Đông Ngô tiến hành thảo phạt Tư Mã Sư. Tư Mã Sư đem quân thảo phạt Vô Kì Diệm, giết chết toàn bộ gia tộc Vô Kì và dẹp được bạo loạn.
Tháng 1 năm 255, Tư Mã Sư chết tại Hứa Xương. Tư Mã Chiêu đang ở thành Lạc Dương nghe tin bèn về Hứa Xương chịu tang anh. Nhân cơ hội này, Tào Mao dùng kế định lấy lại binh quyền nên hạ chiếu cho Tư Mã Chiêu ở lại trấn thủ luôn Hứa Xương không cần về Lạc Dương. Tư Mã Chiêu cố ý kháng lệnh, kéo binh về Lạc Dương. Thấy mình yếu thế, Tào Mao đành phong cho Tư Mã Chiêu làm Đại tướng quân phụ chính. Từ đó quyền hành trong triều lọt vào tay Tư Mã Chiêu.
Cùng năm 255, Tào Mao phong cho Biện thị làm hoàng hậu. Sang năm 258, Tư Mã Chiêu mang Tào Mao tiến đánh và tiêu diệt lực lượng của Gia Cát Đản ở vùng Thọ Xuân.

## Chống quyền thần và bị giết
Quyền hành của Tư Mã Chiêu trong triều ngày một lớn và tiếp tục lấn át Tào Mao. Năm 258, Chiêu ép Tào Mao phong mình làm Tấn công, ban cửu tích và hưởng thực ấp 6 quận thuộc Tinh châu và 2 quận thuộc Tư châu. Tào Mao bất đắc dĩ phải nghe theo.
Trước sự chèn ép của Tư Mã Chiêu, Tào Mao không cam chịu. Ngày Kỉ Sửu tháng 5 năm Canh Thìn (2 tháng 6 năm 260), ông cho triệu các đại thần Vương Trầm, Vương Kinh và Vương Nghiệp vào cung bàn kế chống lại Tư Mã Chiêu. Ông nói với ba người:
Lòng dạ của Tư Mã Chiêu, người qua đường đều biết. Trẫm không thể bị hắn làm nhục, nên triệu các khanh bàn kế thảo phạt.
Tuy nhiên Quách Thái hậu và các đại thần liên tiếp chống đối kế hoạch của Tào Mao. Tào Mao bất bình, tập hợp vài trăm đồng bộc, đánh trống hò hét ở cửa cung xông ra ngoài, muốn đánh vào phủ Tư Mã Chiêu. Vương Trầm và Vương Nghiệp sợ bị họa diệt môn bèn phản lại ông, báo tin cho Tư Mã Chiêu biết việc này. Tư Mã Chiêu phái quân vào cung trấn áp. Khi quân Tào Mao tiến tới Nam Khuyết phía nam cung thành, bị Hộ quân Giả Sung là thủ hạ tin cậy của Tư Mã Chiêu mang quân ngăn cản.
Tào Mao đích thân rút kiếm xung trận. Giả Sung bèn sai thủ hạ là Thái tử xá nhân Thành Tế xông lại giết chết Tào Mao. Lúc mất, Tào Mao được 20 tuổi.
Sau đó, Chiêu dùng danh nghĩa Hoàng thái hậu bịa ra các tội của Tào Mao và phế ông làm thứ nhân. Tuy nhiên về sau, Chiêu nghe theo lời ông chú Tư Mã Phu, quyết định khôi phục tước vị Cao Quý Hương công cho Tào Mao, an táng theo vương lễ. Sau đó thấy nhiều người bất bình việc mình giết vua, Tư Mã Chiêu theo kế Giả Sung, làm như không biết việc giết Tào Mao, bèn bắt Thành Tế trị tội giết vua và tru di tam tộc.
Tư Mã Chiêu lập Tào Hoán—con trai của Yến vương Tào Vũ, cháu nội của Tào Tháo—lên ngôi vua, tức Ngụy Nguyên đế. Năm năm sau, con Chiêu là Tư Mã Viêm soán ngôi, kết thúc nhà Ngụy.

## Nhận Định
Ngụy thị xuân thu chép: Công thông minh tài giỏi, đức hạnh sáng rõ. Bãi chầu xong, Cảnh Vương (Tư Mã Sư) hỏi người khác rằng: "Nhà vua là chúa thế nào"? Chung Hội đáp nói: "Văn như Trần Tư Vương (Tào Thực), võ tựa Thái Tổ (Tào Tháo)". Cảnh Vương nói: "Nếu như lời khanh thì đấy là phúc của xã tắc vậy".

## Niên hiệu
Trong thời gian 6 năm ở ngôi, Tào Mao sử dụng 2 niên hiệu khác nhau là:
- Chính Nguyên (正元 254 - 256)
- Cam Lộ (甘露 256 - 260)

## Gia quyến

### Thê thiếp
- Biện Hoàng hậu (卞皇后) , quê ở huyện Khai Dương, quận Lang Gia, Từ Châu, là con gái của Quang lộc đại phu Biện Long (卞隆). Biện Long là con trai thứ hai của Khai Dương hầu Biện Lan, cháu của Khai Dương hầu Biện Bỉnh. Biện Bỉnh là em trai của Biện thái hậu (vợ Tào Tháo). Tháng 3 năm 255 sách lập làm Hoàng hậu. Năm 260 , Tào Mao bị giết , Biện thị cũng bị phế bỏ.

### Hậu duệ
- Tào Bá (曹霸 , 694 - ?) , hậu duệ của Tào Mao , là một họa sĩ trứ danh thời Đường Huyền Tông.